# Fuhrmann-Dreieck

Fuhrmann-Dreieck (rot):
Kreisbogenmittelpunkte:

Fuhrmann-Dreieck (rot):

Das Fuhrmann-Dreieck, benannt nach Wilhelm Fuhrmann (1833–1904), ist ein spezielles Dreieck, das über ein gegebenes Ausgangsdreieck definiert ist.
Zu einem gegebenen Ausgangsdreieck {\displaystyle \triangle ABC} sind {\displaystyle M_{a},M_{b},M_{c}} die Mittelpunkte der Kreisbögen des Umkreises über den Dreiecksseiten {\displaystyle a,b,c}. Diese Mittelpunkte werden an den zugehörigen Dreiecksseiten gespiegelt und die Spiegelpunkte {\displaystyle M_{a}^{\prime },M_{b}^{\prime },M_{c}^{\prime }} sind die Eckpunkte des Fuhrmann-Dreiecks.
Ist das gegebene Dreieck gleichseitig, so fallen diese drei Punkte zusammen.
Der Umkreis des Fuhrmann-Dreiecks wird auch als Fuhrmann-Kreis bezeichnet. Des Weiteren ist das Fuhrmann-Dreieck ähnlich zu dem von den Mittelpunkten der Kreisbögen gebildeten Dreieck, also {\displaystyle \triangle M_{c}^{\prime }M_{b}^{\prime }M_{a}^{\prime }\sim \triangle M_{a}M_{b}M_{c}} und für seine Fläche gilt:
{\displaystyle |\triangle M_{c}^{\prime }M_{b}^{\prime }M_{a}^{\prime }|={\frac {(a+b+c)|OI|^{2}}{4R}}={\frac {(a+b+c)(R-2r)}{4}}}
Hierbei bezeichnet {\displaystyle O} den Mittelpunkt des Umkreises des Ausgangsdreiecks {\displaystyle \triangle ABC} und {\displaystyle R} seinen Radius, sowie {\displaystyle I} den Mittelpunkt des Inkreises und {\displaystyle r} dessen Radius. Aufgrund des Satzes von Euler gilt zudem für den Abstand der beiden Mittelpunkte {\displaystyle |OI|^{2}=R(R-2r)}. Für die Seitenlängen des Fuhrmann-Dreiecks existieren die folgenden Gleichungen:
{\displaystyle a^{\prime }={\sqrt {\frac {(-a+b+c)(a+b+c)}{bc}}}|OI|}
{\displaystyle b^{\prime }={\sqrt {\frac {(a-b+c)(a+b+c)}{ac}}}|OI|}
{\displaystyle c^{\prime }={\sqrt {\frac {(a+b-c)(a+b+c)}{ab}}}|OI|}